# Hwang Kwang-hee
Đây là một tên người Triều Tiên, họ là Hwang.
Hwang Kwang-hee (Hangul: 황광희; Hanja: 黃光熙; sinh ngày 25 tháng 8 năm 1988), còn được gọi là Kwanghee, là thành viên của nhóm nhạc nam Hàn Quốc gồm 9 người ZE:A quản lý bởi Star Empire Entertainment. Họ ra mắt vào ngày 7 tháng 1 năm 2010 với đĩa đơn Mazeltov. Hwang còn được biết đến như một ngôi sao nổi tiếng trong các chương trình truyền hình thực tế.
Vào 28 tháng 5, Hwang tham dự sự kiện"2011 Environment Day"ở Seoul, nơi mà anh tham gia trò chơi"thay đồ không giới hạn"và làm cho tất cả mọi người sốc vì 252 lớp áo thun, lập kỉ lục Guinness thế giới cho tất cả các áo thun anh đang mặc.
Anh tham gia We Got Married với Sunhwa của nhóm Secret. Tập cuối của chương trình được phát sóng vào 10 tháng 4 năm 2013.

## Phim

### Phim điện ảnh
| Năm  | Tên                                        | Vai trò         |
| ---- | ------------------------------------------ | --------------- |
| 2012 | Marrying The Mafia 5 - Return of the Mafia | Choi Gyu-Chul   |
| 2013 | Gladiator Rome's secret birth of a hero    | Timothy         |
| 2016 | Glory Day                                  | anh của Yong-bi |

### Chương trình thực tế
| Năm  | Chương trình                               | Tập             |
| ---- | ------------------------------------------ | --------------- |
| 2009 | Office Reality - ZE                        | Tập. 1-6        |
| 2009 | ZE riteonjeu                               | Tập. 1-12       |
| 2012 | Law of the Jungle                          | Tập. 1-27       |
| 2012 | Star King                                  |                 |
| 2013 | We Got Married                             | Tập. 1 - 34     |
| 2013 | Running Man                                | Tập. 129 vs 236 |
| 2013 | The human condition                        |                 |
| 2014 | The Return of Superman (슈퍼맨이 돌아왔다) | Tập. 7          |
| 2014 | A Date with K-pop Stars                    | Tập. 1          |
| 2015 | Infinity Challenge                         | từ tập 427      |

### Phim truyền hình
| Năm  | Tên                             | Vai trò              | Kênh | Ghi chú                            |
| ---- | ------------------------------- | -------------------- | ---- | ---------------------------------- |
| 2010 | Prosecutor Princess             | Chàng trai trong CLB | SBS  | Khách mời với ZE:A trong tập.2     |
| 2010 | Gloria                          | Thực tập sinh        | MBC  | Khách mời với ZE:A trong tập.11,14 |
| 2011 | hoàng tử ma cà rồng             | Kwang-Hee            | MBN  | Vai trò hỗ trợ                     |
| 2012 | Salamander Guru and The Shadows | Người tìm việc       | SBS  | Khách mời trong tập.3              |
| 2012 | My Husband Got a Family         | Chính anh            | KBS  | Khách mời với ZE:A trong tập.39    |
| 2012 | Standby                         | Ha Kwang-Hee         | MBC  | Khách mời trong tập.76-77          |
| 2012 | To the Beautiful You            | Song Jong-Min        | SBS  | Vai trò hỗ trợ                     |

### Music video
| Năm  | Music video                 | Dài  | MV chính thức trên YouTube |
| ---- | --------------------------- | ---- | -------------------------- |
| 2010 | "Mazeltov"                  | 3:34 | CJENMMUSIC                 |
| 2010 | "All Day Long"              | 4:01 | CJENMUSIC                  |
| 2010 | "My Only Wish"              | 3:45 | ZEAJAPAN                   |
| 2010 | "Love Letter"               |      |                            |
| 2011 | "Here I Am"                 | 3:53 | ZEA2011                    |
| 2011 | "Watch Out"                 | 3:37 | ZEA2011                    |
| 2011 | "Heart For 2"               |      |                            |
| 2011 | "Why?"                      | 3:11 | ZEAJAPAN                   |
| 2011 | "Daily Daily"               | 3:45 | ZEA2011                    |
| 2012 | "Aftermath"                 | 3:42 | ZEA2011                    |
| 2012 | "Phoenix"(Korean Version)   | 3:22 | ZEA2011                    |
| 2012 | "Phoenix"(Japanese Version) | 3:13 | ZEAJAPAN                   |

### MC
| Năm  | Sự kiện      | Ngày |
| ---- | ------------ | ---- |
| 2013 | SBS Inkigayo |      |

## Giải thưởng
| Năm  | Lễ trao giải                  | Thể loại                            | Đề cử                                            | Kết quả   | Ghi chú |
| ---- | ----------------------------- | ----------------------------------- | ------------------------------------------------ | --------- | ------- |
| 2012 | 12th MBC Entertainment Awards | Tân binh xuất sắc trên Show/thực tế | We Got Married và Golden Fishery - Kneedrop Guru | Đoạt giải | [ 5 ]   |
| 2013 | SBS Entertainment Awards      | Giải thưởng Nghệ sĩ xuất sắc        | Star King                                        | Đoạt giải | [ 6 ]   |